# Archives nationales de l'Eswatini
Pour les autres articles nationaux ou selon les autres juridictions, voir Archives nationales (homonymie).
Les Archives nationales du Swaziland, institution qui fait partie du ministère des Communications et des Technologies, sont situés dans la région de Lobamba au Eswatini, le long de la route Mbabane-Manzini, près du Parlement et en face du stade national de Somhlolo.
L'institution est créée par la loi no 5/1971. Placées auparavant dans les bureaux du vice-Premier ministre à Mbabane, le nouveau bâtiment est inauguré le 7 septembre 1978 par le roi Sobhuza II en présence de la reine 'Mamohato du Lesotho.
Elles sont ouverts du lundi au vendredi et sont fermés le week-end et les jours fériés